# Jack Hamilton (Fußballspieler, 2000)
Jack Hamilton (* 30. Juni 2000 in Coldingham) ist ein schottischer Fußballspieler, der bei den Raith Rovers in der Scottish Championship unter Vertrag steht.

## Karriere
Jack Hamilton wurde in Coldingham, in den Scottish Borders geboren. Seine Fußballkarriere begann er im etwa 15 Kilometer entfernten Eyemouth. Zwischen 2011 und 2016 spielte er in der Jugend von Leith Athletic aus dem gleichnamigen Stadtteil von Edinburgh. Der Verein spielte in den 1890er-Jahren in der höchsten schottischen Liga. Von dort wechselte er 2016 ins 25 km westlich gelegene Livingston, um für den dortigen Fußballverein zu spielen. Für die erste Mannschaft des FC Livingston debütierte er im Juli 2017 im Schottischen Ligapokal gegen den Airdrieonians FC. Zuvor war er für ein halbes Jahr an Penicuik Athletic in die East of Scotland Football League verliehen gewesen. Danach blieb Hamilton ohne weiteren Einsatz in der Profimannschaft, er spielte stattdessen bis zum Januar 2018 in der U-20-Mannschaft des Vereins. Ab Januar 2018 folgte eine Leihe über sechs Monate an die englischen Berwick Rangers, die in der vierten schottischen Liga spielten. In den ersten beiden Spielen traf er jeweils gegen den FC Cowdenbeath und FC Peterhead. Am Ende der Saison 2017/18 hatte er für die Rangers in 16 Spielen acht Tore erzielt.
Nach seiner Rückkehr nach Livingston kam er hier zu seinem Debüt in der ersten schottischen Liga. Am 1. Spieltag der Saison 2018/19 wurde er in der Partie gegen Celtic Glasgow für Kenny Miller eingewechselt. Bis zum Dezember 2018 kam er in zwölf weiteren Erstligaspielen zum Einsatz. Dabei gelang ihm beim 2:0-Auswärtssieg in der Begegnung gegen den FC St. Mirren das Tor zur Führung. Ab Januar 2019 folgte eine erneute Leihe, diesmal zum Zweitligisten Alloa Athletic. Mit einem wichtigen Tor, dem Treffer zum 2:1-Sieg gegen Greenock Morton, verhalf er dem Aufsteiger zum Ende der Saison 2018/19 zum knappen Klassenerhalt mit einem Punkt Vorsprung auf die letztplatzierten Queen of the South und dem FC Falkirk. Ab Juli 2019 spielte Hamilton per Leihe für eine Spielzeit bei Queen of the South. Der Verein aus Dumfries hatte sich zuvor den Klassenerhalt in der Abstiegs-Relegation gesichert. Für den Zweitligisten absolvierte der Stürmer in der durch die COVID-19-Pandemie vorzeitig abgebrochenen Spielzeit 22 Partien und traf viermal in das gegnerische Tor.